# Os Paralamas do Sucesso
Os Paralamas do Sucesso, também conhecida somente por Paralamas, é uma banda de rock brasileira formada em 1982 no município fluminense de Seropédica. Os integrantes atuais são: Herbert Vianna (vocal, guitarra), Bi Ribeiro (baixo) e João Barone (bateria). Inicialmente, a banda misturava rock e reggae e posteriormente passaram a agregar instrumentos de sopro e ritmos latinos e africanos como o samba e a juju music.

## História

### Início eCinema Mudo
Em 1977, Herbert Vianna se mudou de Brasília para o Rio de Janeiro para fazer o Ensino Médio em um colégio militar e reencontrou Bi Ribeiro, amigo de infância da capital brasileira que estava no terceiro ano na mesma instituição. Os dois compartilhavam do gosto pelo rock e começaram a ensaiar juntos de forma amadora, uma vez que Herbert tocava guitarra e Bi baixo, convidando ainda para se juntar a eles o baterista Vital Dias, amigo do baixista. Em 1979, os três amigos deixaram de se ver por conta do vestibular e só voltaram a se reencontrar em 1981. Neste ano voltaram a ensaiar juntos em um sítio em Mendes, interior fluminense, e na casa da avó de Bi, em Copacabana, quando também passaram a compor canções de cunho humorísticas, como "Vovó Ondina é Gente Fina", "Mandingas de Amor", "Reis do 49" e "Pinguins? Já Não os Vejo Pois Não Está na Estação". Além disso, os amigos trouxeram Ronel e Naldo como vocalistas da banda, que foi batizada originalmente como As Cadeirinhas da Vovó.
Em 1982, os amigos decidiram se tornar uma banda profissional e passar a compor a sério, porém Ronel e Naldo não visavam seguir a carreira artística e decidiram não fazerem parte do projeto. Hebert, que até então tocava apenas guitarra, se tornou também vocalista da nova banda, batizada como Os Paralamas do Sucesso, e eles começaram a realizar shows oficialmente, trazendo um repertório que mesclava músicas próprias e covers de outros artistas. Ainda em 1982, Vital faltou a uma apresentação na Universidade Rural do Rio e foi substituído por João Barone, que assumiu de vez o lugar na banda pela inviabilidade de continuar na carreira artística do baterista original, mantendo ainda uma relação de amizade com eles fora dos palcos. Neste ano, a banda enviou a demo da canção "Vital e sua Moto" para a Fluminense FM, se tornando uma das mais tocadas na rádio no verão de 1983. Em janeiro a banda abre os shows de Lulu Santos no Circo Voador, fato que chamou atenção da EMI, com quem assinaram contrato. No mesmo ano a banda lança o álbum Cinema Mudo trazendo as canções humoradas escritas antes de se profissionalizarem, o que a banda era contra, porém tendo sido obrigados pela gravadora para garantir um lançamento sério futuro.
Apesar dos Paralamas serem considerados parte da turma do "rock de Brasília" – como Legião Urbana, Plebe Rude e Capital Inicial –, por terem amizade com estas bandas, além de Herbert e Bi terem vindo da capital brasileira, o Paralamas foi formado no Rio de Janeiro.

### O Passo do Lui,Selvagem?eBora Bora
Em 1984, a banda lançou finalmente o tão esperado álbum mais sério, O Passo do Lui, que teve enorme sequência de sucessos como "Óculos", "Me Liga", "Meu Erro", "Romance Ideal" e "Ska", além da aclamação crítica, levando o grupo a tocar no Rock in Rio, no qual o show dos Paralamas foi considerado um dos melhores shows. Herbert Vianna entrou para a história do festival ao defender a ausência de algumas bandas paulistas e distribuir bronca na plateia que havia criticado outras atrações brasileiras, artistas da MPB. No evento, a produção era de grupo pequeno acostumado a tocar em danceterias do circuito Rio-SP e decoração do palco teve apenas um vaso com uma planta que estava no camarim.
Depois de grande turnê, lançaram em 1986, Selvagem?, o mais politizado. O álbum contrapunha a "manipulação" desde sua capa (com o irmão de Bi no meio do mato apenas com uma camiseta em torno da cintura), e misturava novas influências, principalmente da MPB. Com sucessos como "Alagados", "A Novidade" (a primeira com participação de Gilberto Gil, e a segunda co-escrita com ele), "Melô do Marinheiro" e "Você" (de Tim Maia), Selvagem? vendeu 700.000 cópias e credenciou os Paralamas a tocar no cultuado Festival de Montreux, em 1987.
O show no festival da cidade suíça viraria o primeiro disco ao vivo da banda, D. Nele, a novidade, em meio ao show com os sucessos já conhecidos, era a inclusão de um "4º paralama", o tecladista João Fera, que excursiona com a banda até hoje, como músico de apoio. Os Paralamas também fizeram turnê pela América do Sul, ganhando popularidade em Argentina, Uruguai, Chile e Venezuela.
O sucessor de Selvagem?, Bora-Bora (1988) acrescentou metais ao som da banda. O álbum mesclava faixas de cunho político-social como "O Beco" com as introspectivas "Quase Um Segundo" e "Uns Dias" (reflexo talvez do fim do relacionamento de Hebert com a vocalista da banda Kid Abelha, Paula Toller). Bora-Bora é tão aclamado pela crítica quanto O Passo do Lui.

### Big Bang,Os GrãoseSeverino
Big Bang (1989) seguia o mesmo estilo dos anteriores, tendo como hits a alegre "Perplexo" e a lírica "Lanterna dos Afogados". Seguiu-se a coletânea Arquivo, com uma regravação de "Vital" e a inédita "Caleidoscópio" (antes gravada por Dulce Quental, do grupo Sempre Livre).
O começo da década de 1990 foi dedicado às experimentações. Os Grãos (1991), disco com enfoque nos teclados e menor apelo popular, não foi bem nas paradas (apesar de ter tido 2 sucessos, "Trac-Trac" - versão do argentino Fito Páez - e "Tendo a Lua") e nem vendeu muito, algo que também pode ser atribuído à grave crise econômica pela qual o Brasil passava.
Após uma pequena pausa (na qual Herbert lançou seu primeiro disco solo), o trio retorna aos shows, que continuavam cheios, embora a banda passasse por fortes críticas da imprensa. No fim de 1993, a banda viaja para a Inglaterra, onde, sob a produção de Phil Manzanera, gravam Severino. O álbum, lançado em 1994, teve participação do guitarrista Brian May da banda inglesa Queen na música "El Vampiro Bajo El Sol". Este disco era ainda mais experimental, com arranjos muito elaborados, e foi ignorado pelas rádios e grande público, vendendo 55 mil cópias. Mas se no Brasil os Paralamas estavam esquecidos, no resto da América eles eram ídolos. Paralamas (1992), coletânea de versões em espanhol e Dos Margaritas (a versão hispânica de Severino) estouraram principalmente na Argentina.

### 9 LuaseHey Na NaeAcústico MTV
Apesar das fracas vendagens do CD, a turnê do álbum Severino estava sendo muito bem sucedida, com o público recebendo sempre bem os Paralamas. Uma série de três shows, gravada no fim de 1994, viraria em 1995 o disco ao vivo Vamo Batê Lata. Vamo Batê Lata era acompanhado de um CD com quatro músicas inéditas, e o sucesso de "Uma Brasileira" (parceria de Herbert com Carlinhos Brown e participação de Djavan), "Saber Amar" e a controvertida "Luís Inácio (300 Picaretas)" (que criticava a política brasileira e os Anões do Orçamento) atraiu a atenção de público e imprensa de volta aos Paralamas. A volta às canções de fácil compreensão e ao formato pop colaborou definitivamente para o retorno ao sucesso de crítica e público, resultando na maior vendagem da carreira da banda (900 mil cópias). Também começou aí a fase dos videoclipes superproduzidos, que levariam 11 VMB de 1995 a 1999, começando por "Uma Brasileira", vencedor nas categorias Clipe Pop e Escolha da Audiência.
Nove Luas, de 1996 e Hey Na Na, de 1998 continuaram o caminho de êxito com faixas como "Lourinha Bombril", "La Bella Luna" e "Ela Disse Adeus" (Nove Luas vendeu 250.000 cópias em um mês, enquanto Hey Na Na vendeu o mesmo em apenas uma semana).
Em 1999, a MTV Brasil chamou os Paralamas para gravar seu Acústico MTV. O álbum, com canções menos conhecidas e as participações de Dado Villa-Lobos, ex-Legião Urbana e Zizi Possi, vendeu 500.000 cópias, ganhou o Grammy Latino e teve turnê de shows lotados.
Em 2000, lançaram uma segunda coletânea, Arquivo II, com músicas de todos os álbuns entre 1991 e 1998 (exceto Severino), uma regravação de "Mensagem de Amor" e a inédita "Aonde Quer Que Eu Vá", parceria de Herbert com Paulo Sérgio Valle (a dupla também escrevera sucessos para Ivete Sangalo).

### Acidente de Herbert Vianna,Longo CaminhoeUns Dias ao Vivo
No dia 4 de fevereiro de 2001, um ultraleve pilotado por Herbert Vianna teve um acidente em Mangaratiba. A mulher de Herbert, Lucy, estava a bordo e morreu. Herbert fora resgatado e levado para a capital. As sequelas foram duras (Herbert fora entubado e acabara ficando paraplégico), mas assim que Herbert mostrou que podia tocar, Bi e João resolveram voltar aos ensaios e gravar um disco cujas canções já estavam preparadas antes do acidente.
Em 2002, é lançado o álbum Longo Caminho. O som voltava ao princípio, sem metais, em busca de um som mais "cru". Uma apresentação no programa Fantástico, da TV Globo, serviu como a reestreia da banda, pós-acidente. A volta às turnês teve muito êxito, com shows lotados, até pela curiosidade do público em saber das reais condições de Herbert e da ansiedade em ver a banda reunida novamente.
Tudo isso, aliado aos novos sucessos radiofônicos ("O Calibre", "Seguindo Estrelas", "Cuide Bem do Seu Amor" - esta última incluída na trilha sonora da novela Sabor da Paixão), impulsionou as vendas de Longo Caminho, que chegaram a 300 mil cópias.
Em 2003, aproveitando o caráter fortemente emocional e emocionado dos shows da turnê, a banda lança o CD e DVD Uns Dias ao Vivo, com as participações especiais de Dado Villa-Lobos, Andreas Kisser, Edgard Scandurra, Djavan, Nando Reis, Paulo Miklos, George Israel e Frejat. O DVD mostrou uma banda pesada como quase nunca havia se visto. Velhos sucessos, como "Meu Erro", ganhavam versões turbinadas. As novas músicas soavam ainda mais cruas. Além de tudo, a banda decidira fazer a primeira parte da apresentação num pequeno palco armado no meio da pista. A proximidade com o público colaborou para que o resultado final ficasse caloroso e captasse fielmente a emoção dos shows.

### Hoje,Rock in Rio 1985eBrasil Afora
Em 2005, a banda lança seu décimo primeiro álbum de estúdio, Hoje. A recepção foi boa e músicas como "2A", "Na Pista" e "De Perto" fizeram sucesso, embora não tenham sido grandes hits. Embora o disco voltasse a trazer um som mais solar, com a volta do uso de metais, não esquecia a parte pesada que havia sido abordada em Longo Caminho, em canções como "220 Desencapado", "Ponto de Vista" - que contou com o auxílio de Andreas Kisser, guitarrista do Sepultura - e "Fora de Lugar". Ainda havia uma regravação de "Deus lhe Pague", de Chico Buarque, escolhida numa votação no site oficial da banda.
Em 2006, é lançado o DVD Hoje ao Vivo, contendo um show da banda, feito sem plateia, no Pólo de Cinema e Vídeo, Rio de Janeiro, com todas as faixas do álbum, além de duas versões para "O Muro", música que Herbert gravou em O Som do Sim, seu disco solo de 2000, e "Busca Vida".
Também em 2006, é lançado documentário sobre Herbert Vianna, Herbert de Perto. A direção é de Roberto Berliner, que também dirigiu o DVD.
Em 2007, a banda lançou o CD/DVD Rock in Rio 1985: Os Paralamas do Sucesso, com o show histórico realizado pela banda no dia 16 de janeiro de 1985, na primeira edição do Rock in Rio, com som remixado e imagens tratadas. O lançamento foi uma parceria com a Som Livre, Globo Marcas, Artplan Comunicação e MZA Music.
Em 2008, os Paralamas completaram 25 anos de carreira, comemorados com uma série de shows junto com os Titãs, também há 25 anos na estrada. no mesmo ano a música "Me Liga" entrou para trilha sonora da novela Chamas da Vida da Rede Record. também a série de shows culminou em um espetáculo realizado na Marina da Glória, Rio de Janeiro, lançado em CD e DVD e intitulado Paralamas e Titãs Juntos e ao Vivo.
Em 2009, os Paralamas lançam seu mais recente disco, Brasil Afora, que ficou primeiramente disponível para download e pouco depois foi lançado em CD. O disco conta com as participações de Carlinhos Brown e Zé Ramalho, fora uma versão de uma música de Fito Paez.
No dia 14 de dezembro de 2010, os Paralamas gravaram no Espaço Tom Jobim, no Jardim Botânico do Rio de Janeiro, o CD e DVD Multishow ao Vivo: Brasil Afora, que contou com as participações de Pitty no clássico "Tendo a Lua" de Zé Ramalho no hit "Mormaço" . O lançamento do DVD ocorreu em Abril de 2011 em um especial do canal Multishow.

### 2013 - presente: 30 anos de carreira eSinais do Sim
Em 2013, a banda comemora 30 anos de carreira com uma turnê nacional em várias regiões do país, que também inspirou um documentário produzido pelo canal Bis, com depoimentos Dado Villa-Lobos, Thedy Corrêa, Rogério Flausino, o empresário José Fortes, entre outros, além dos integrantes da banda.
Em agosto de 2014, em parceria com o canal Multishow e a gravadora Universal Music, a banda lança o álbum ao vivo Multishow ao Vivo: Os Paralamas do Sucesso - 30 Anos, que registra em CD e DVD o show realizado durante a turnê de 30 anos no Citibank Hall, no Rio de Janeiro, no dia 26 de outubro de 2013. O show também havia sido transmitido ao vivo pelo canal na época.
Em 3 de março de 2015, o ex-baterista Vital Dias morreu em decorrência de um câncer. Em sua página oficial do Facebook, a banda postou uma mensagem dos membros, na qual diziam estar "solidários" e que mandavam "nossos pensamentos mais elevados para sua esposa, filhos e amigos nessa hora difícil".
Em setembro de 2015, se apresentam no Palco Mundo do Rock in Rio, na mesma noite de Rihanna e Sam Smith.
Em 2016, juntamente com Nando Reis, Dado Villa-Lobos, Paula Toller e Pitty, a banda participou de uma turnê promovida pelo projeto Nivea Viva Rock Brasil, que ocorre anualmente desde 2012 e leva artistas para turnês pelo Brasil. A série de sete shows homenageou o rock brasileiro.
Em 2017, é lançado o álbum Sinais do Sim, que teve a canção homônima como primeiro single. O álbum trazia as referências de rock e reggae, as canções de amor e a busca por uma sonoridade diferente, nesse caso mais crua e direta,. Os shows da turnê deste álbum trazia canções lado-b como “A Outra Rota” (Os Grãos, 1991) e “Capitão de Indústria” (de 9 Luas, 1996).
Em 6 de outubro de 2019, a banda se apresentou no Palco Mundo do Rock in Rio VIII.
Em 31 de maio de 2025, a banda apresentou no Allianz Parque, em São Paulo, o show Paralamas Clássicos — 40 Anos, sendo o primeiro show em um estádio como atração principal.

## Integrantes

### Formação atual
- Herbert Vianna: vocal, guitarra, violão (1982-presente)
- Bi Ribeiro: baixo (1982-presente)
- João Barone: bateria (1982-presente)

### Antigos integrantes
- Vital Dias: bateria (1982; morreu em 2015)

### Músicos de apoio
- João Fera: teclado (1987-presente) e percussão (1987-1993; 2007-presente)
- Monteiro Jr.: saxofone (1989-presente)
- Bidu Cordeiro: trombone (1997-presente)

### Antigos músicos de apoio
- Mattos Nascimento: trombone (1988)
- George Israel: saxofone (1987-1989)
- Senô Bezerra: trombone (1988-1997)
- Demétrio Bezerra: trompete (1988-2002)
- Eduardo Lyra: percussão (1993-2007)

## Banda de apoio

### Teclados
Em O Passo do Lui, os Paralamas tiveram como tecladista Jotinha (da banda de Roberto Carlos). Em 1987 , João Fera se tornou o "quarto paralama". Tocou em todos os álbuns seguintes, exceto Severino. Além disso, os Paralamas já tiveram dois argentinos em participações especiais, Fito Paez (autor de "Trac-Trac") e Charly Garcia.

### Metais
Os Paralamas flertam com o sopro desde "Volúpia", em Cinema Mudo. "Ska", de O Passo do Lui, contava com Leo Gandelman no saxofone (no show de Montreux, George Israel, do Kid Abelha, tocou a música) o qual foi o "quarto paralama" inicial. Em 1987 entra George Israel no sax. Em Bora-Bora, tiveram pela primeira vez um trio de metais: George Israel: sax ("quinto paralama"); Demétrio Bezerra: trompete ("sexto paralama"); Mattos Nascimento: trombone ("sétimo paralama"), o qual foi substituído por Senô Bezerra em 1988, depois de gravar o disco, no ano seguinte entra Monteiro Jr. substituindo ao George Israel. Em 1993, com a entrada do Eduardo Lyra, o trio de metais se tornou assim: Monteiro Jr: "sexto paralama"; Demétrio Bezerra: "sétimo paralama"; Senô Bezerra: "oitavo paralama", o qual foi substituído por Bidu Cordeiro em 1997. Em 2002, pouco depois da recuperação de Herbert e da volta aos shows, o trompetista Demétrio Bezerra decidiu abandonar o trabalho com a banda. Desde então, a formação desse setor de apoio à banda é Monteiro Jr.: sax ("sexto paralama" até 2007, "quinto paralama" atual) e Bidu Cordeiro: trombone ("sétimo paralama" até 2007, "sexto paralama" atual).

### Percussão
A necessidade de percussão no som dos Paralamas exigiu a entrada de Eduardo Lyra, presente de 1993 a 2007.

## Discografia

### Álbuns de estúdio
- (1983) Cinema Mudo
- (1984) O Passo do Lui
- (1986) Selvagem?
- (1988) Bora-Bora
- (1989) Big Bang
- (1991) Os Grãos
- (1994) Severino
- (1996) Nove Luas
- (1998) Hey Na Na
- (2002) Longo Caminho
- (2005) Hoje
- (2009) Brasil Afora
- (2017) Sinais do Sim

## Prêmios

### Grammy Latino
- 2000: Melhor álbum de rock brasileiro - Acústico MTV
- 2001: Melho vídeo musical - Aonde Quer Que Eu Vá (Indicação)
- 2001: Melhor música brasileira - A Lua Q Eu Te Dei Interpretado por Ivete Sangalo (Indicação)
- 2003: Melhor álbum de rock brasileiro - Longo Caminho
- 2003: Melhor música brasileira - Cuide Bem Do Seu Amor Interpretado por Os Paralamas do Sucesso (Indicação)
- 2006: Melhor álbum de rock brasileiro - Hoje
- 2007: Premio honorario da Academia do Grammy Latino
- 2011: Melhor Álbum de Pop Contemporâneo Brasileiro - Multishow Ao Vivo Paralamas Brasil Afora (Indicado)

### Prêmio Multishow de Música Brasileira
- 1996: Melhor grupo
- 1999: Melhor instrumentista (João Barone)
- 2003: Melhor grupo
- 2011: Melhor instrumentista (João Barone)

### Video Music Brasil
São os segundos maiores vencedores da história do VMB da MTV Brasil, atrás apenas de Pitty, com quinze prêmios.
- 1995: "Uma Brasileira": Escolha da Audiência, Clipe Pop
- 1996: "Loirinha Bombril": Clipe do Ano, Direção e Edição
- 1997: "Busca Vida": Clipe do Ano
- 1998: "Ela Disse Adeus": Clipe do Ano, Clipe Pop, Direção, Direção de Arte e Fotografia.
- 1999: "Depois da Queda o Coice": Edição
- 2008: João Barone: Baterista
- 2008: Bi Ribeiro: Baixista
- 2009: Melhor show

### Troféu Imprensa
- 1989: Melhor conjunto[22]

### Prêmio da Música Brasileira[23]
- 1989: Melhor grupo Pop/rock/reggae/hip-hop/funk
- 1992: Melhor grupo Pop/rock/reggae/hip-hop/funk
- 1995: Melhor Canção de MPB (“A Novidade” - compositor Bi Ribeiro)[24]
- 1996: Melhor grupo Pop/rock/reggae/hip-hop/funk
- 1997: Melhor Canção de Pop/rock/reggae/hip-hop/funk (“La Bella Luna”)
- 1999: Melhor grupo Pop/rock/reggae/hip-hop/funk
- 2010: Melhor grupo Pop/rock/reggae/hip-hop/funk
- 2015: Melhor grupo Pop/rock/reggae/hip-hop/funk[25]